# National union of workers (Australie)
Pour les articles homonymes, voir National union of workers.
Le National Union of Workers (NUW) est un syndicat australien, fondé en 1989 et dissous en 2019 dans le United Workers Union (en).

## Branches couvertes
- entrepôts et distribution
- caoutchouc, plastiques et câblages
- alimentation - incluant les industries du lait et du poulet
- fabrication en général – incluant les industries pétrolières et pharmaceutiques
- ventes et recherches marketing

## Proximité politique
Le NUW considère la politique du Parti libéral de John Howard injuste et antisociale, et est proche du Parti travailliste australien. Il est associé à l'aile droite ("Labor Right") du Parti travailliste.